# Ilka Schröder
Ilka Schröder (n. 22 ianuarie 1978, Berlinul Occidental, Germania sub ocupație aliată) este un om politic german, membru al Parlamentului European în perioada 1999-2004 din partea Germaniei. 